# Enarthrocarpus
Enarthrocarpus é um género botânico pertencente à família Brassicaceae.